# Dorothy Maud Wrinch
Dorothy Maud Wrinch   (Rosario, 12 de setembre de 1894 - Falmouth, 11 de febrer de 1976), cognoms de casada Nicholson i Glaser, va ser una teòrica matemàtica i bioquímica més coneguda pel seu intent de deduir l'estructura de les proteïnes utilitzant principis matemàtics.

## Biografia
Dorothy Wrinch va néixer a Rosario, Argentina, filla d'Hugh Edward Hart Wrinch, enginyer i d'Ada Souter. La família va tornar a Anglaterra i Dorothy va créixer a Surbiton, prop de Londres. Va assistir a l'escola secundària de Surbiton i, el 1913, va ingressar al Girton College de la Universitat de Cambridge per estudiar matemàtiques. Es va graduar l'any 1916 com a "Wrangler", es quan un o una estudiant que obté honors de primer nivell en el tercer any del grau de batxillerat de matemàtiques de la Universitat de Cambridge. Es va quedar durant un quart any per passar les proves "Tripos" de Ciències Morals perquè pogués estudiar lògica simbòlica amb Bertrand Russell. Mentre Russell estava a la presó per les seves activitats contra la guerra, Wrinch va actuar com a assistent de recerca i secretaria personal sense sou. Més tard, quan Russell va anar a la Xina, la va deixar amb la tasca d'arreglar la publicació del Tractatus de Wittgenstein a Anglaterra.
La carrera de Wrinch es divideix en dos períodes. Entre 1918 i 1932 va publicar 20 articles sobre matemàtiques pures i aplicades i 16 sobre metodologia científica i sobre la filosofia de la ciència. No és sorprenent que Russell tingués una forta influència en el seu treball filosòfic. També va escriure diversos articles amb Harold Jeffreys sobre el mètode científic; aquests van formar la base del seu llibre Inference Scientific de 1931. En l'obituari de Nature Jeffreys va escriure: "Voldria recordar el meu agraïment a la contribució substancial que va fer a la nostra [obra conjunta], que és la base de tot el meu treball posterior sobre la inferència científica".
El 1932 Wrinch va ser una de les fundadores de la Trobada Bioteòrica (també conegut com el 'Club de Biologia Teòrica'), un grup interdisciplinari que va intentar explicar la vida descobrint com funcionen les proteïnes. També van participar Joseph Henry Woodger, Joseph Needham, CH Waddington, JD Bernal i Dorothy Crowfoot Hodgkin. A partir d'aquest moment, Wrinch podria ser descrita com una biòloga teòrica. Va desenvolupar un model d'estructura de les proteïnes, que va anomenar l'estructura "ciclol". El model va generar una considerable polèmica i va ser atacat pel químic Linus Pauling. En aquests debats, la manca de formació de Wrinch en química va ser una gran debilitat. El 1939, l'evidència havia posat de manifest que el model estava equivocat, però Wrinch va seguir treballant. No obstant això, el treball experimental d'Irving Langmuir realitzat en col·laboració amb Wrinch per validar les seves idees va catalitzar el principi de l'efecte hidrofòbic sent la força impulsora del plegament de proteïnes.
Wrinch va ser una productiva investigadora que va acumular distincions acadèmiques, per exemple, el 1929 va ser la primera dona a rebre un Doctorat en ciències a Oxford. No obstant això, la seva posició professional era sempre precària. El 1918 va ser nomenada professora de matemàtiques al University College de Londres, però, després de dos anys, va tornar a Girton com a investigadora. El 1922 es va casar amb el físic-matemàtic John William Nicholson. Nicholson era un membre del Balliol College d'Oxford, i Wrinch es va traslladar a Oxford on durant 16 anys va tenir una successió de llocs de treball temporals. La parella va tenir una filla, Pamela, nascuda el 1927. A la fi de la dècada de 1920 la salut mental de Nicholson es va deteriorar fins que el 1930 va ser acreditat com a malalt mental i confinat. El 1937, Wrinch va rebre el divorci a causa de la bogeria del seu marit.
El 1939 Wrinch i la seva filla es van traslladar als Estats Units. El 1941 es va casar amb Otto Charles Glaser, president del departament de biologia i vicepresident d'Amherst College. Va organitzar una càtedra visitant en tres petits col·legis de Massachusetts, Amherst College, Smith College i Mount Holyoke College. Des de 1942 fins que es va retirar en 1971, Wrinch va ocupar càrrecs de recerca a Smith on hi ha dipositats molts dels seus articles i arxius.
Va morir a Falmouth, Massachusetts, l'11 de febrer de 1976.
Hodgkin Crowfoot va escriure en l'obituari de Wrinch que va ser "una figura brillant i polèmica que va participar en els inicis de bona part de la recerca actual en biologia molecular". A un nivell va escriure: "M'agrada pensar en com era ella la primera vegada que la vaig conèixer, alegre, entusiasta i aventurera, valenta davant de la desgràcia i molt amable".